# Südtirollied
Das Südtirollied (letteralmente "Il Canto del Sudtirolo"), meglio noto come Bozner Bergsteigerlied ("Canto degli alpinisti bolzanini"), è un celebre canto sudtirolese ed è considerato, dai sudtirolesi, ancor più del Canto di Andreas Hofer, l'inno ufficioso della provincia autonoma di Bolzano. Il testo fu scritto nel 1926 da Karl Felderer, mentre la musica è quella di un antico canto tirolese. 
Il testo è formato da sette strofe associate allo stesso ritornello e fu scritto da Karl Felderer nel 1926, su melodia di un vecchio artigiano tirolese. Nella pensione Weber a Moso di Renon, dove Felderer scrisse la canzone, è stata applicata una targa commemorativa dell'evento.
Tradizionalmente, quando il brano è preceduto da un'introduzione strumentale, prende il nome di Bozner Bergsteigermarsch, ovvero "Marcia degli alpinisti bolzanini".
Ad oggi una versione elettronica delle prime note del Südtirollied costituisce la sigla del Tagesschau (telegiornale) del Rai Sender Bozen (canale RAI in lingua tedesca della provincia autonoma di Bolzano). Lo stesso motivetto, arrangiato in varie forme, apre e chiude le trasmissioni televisive della struttura e funge da jingle per i programmi d'informazione della stazione radio ad essa afferente.
La melodia del Südtirollied fu usata, in epoca fascista (in particolare durante la Repubblica Sociale Italiana), come base per la canzone Il Brennero è italiano, che inneggia all'italianità dell'Alto Adige.